# 幻惑されて (KAI FIVEの曲)
「幻惑されて」（げんわくされて）は1991年にリリースされた、KAI FIVEの1枚目のシングル。

## 概要
シングルのカップリング曲「甘い復讐」は、次作アルバム『LOVE JACK』にアルバム・ヴァージョンが、また、アルバム『幻惑されて』のデジタルリマスター盤のボーナストラックの1曲としてシングル・ヴァージョンが収録されている。

## 収録曲
- 全作詞・作曲：甲斐よしひろ

1. 幻惑されて
2. 甘い復讐